# 微分積分学の基本定理
微分積分学の基本定理（びぶんせきぶんがくのきほんていり、英: fundamental theorem of calculus）とは、「関数に対する微分と積分は互いの逆操作である」 ということを主張する解析学の定理である。微分積分法の基本定理ともいう。
微分積分学の基本定理は一変数の関数に対するものだが、多変数関数への拡張は、ストークスの定理として知られる。
微分積分学の基本定理の発見以前は、微分法（接線法）と積分法（求積法）は別個の問題と捉えられていた。微分積分学の基本定理はアイザック・ニュートンによって1665年頃、ゴットフリート・ライプニッツによって1675年頃に、それぞれ独立に発見されている。当初ニュートンはこの結果を発表せず、（ニュートンより後に発見した）ライプニッツが先に公表したために先取権を巡って論争となった。

## 定理
微分積分学の基本定理として知られる定理にはいくつか（等価でない）バリエーションがある。

### 連続関数の不定積分が微分可能であること
微分積分学の第一基本定理 ― 関数 {\displaystyle f} が区間 {\displaystyle I} 上で連続ならば、任意の定数 {\displaystyle a\in I} および変数 {\displaystyle x\in I} に対して、{\displaystyle f} の不定積分
{\displaystyle F\left(x\right):=\int _{a}^{x}f\left(t\right)\,{\rm {d}}t}
は {\displaystyle x} に関して微分可能で、
{\displaystyle {\dfrac {\rm {d}}{{\rm {d}}x}}F\left(x\right)=f\left(x\right)}
が成り立つ。すなわち、{\displaystyle F} は {\displaystyle f} の原始関数である。
この定理は微分積分学の第一基本定理と呼ばれる。第一定理により、（連続）関数を積分して微分すると元に戻ることが言える。

#### 証明
与えられた関数fに対して、関数F(x)を以下のように定める。
{\displaystyle F(x)=\int _{a}^{x}f(t)\,dt}
閉区間[a, b]における任意の2数x1, x1 + Δxについて以下の式が成立する。
{\displaystyle {\begin{aligned}F(x_{1}+\Delta x)-F(x_{1})&=\int _{a}^{x_{1}+\Delta x}f(t)\,dt-\int _{a}^{x_{1}}f(t)\,dt\\&=\int _{x_{1}}^{x_{1}+\Delta x}f(t)\,dt\end{aligned}}}
後者の等式は、積分の基本的な性質と面積の加法性による。
積分の平均値の定理によれば、 
{\displaystyle \int _{x_{1}}^{x_{1}+\Delta x}f(t)\,dt=f(c)\cdot \Delta x}
を満たす{\displaystyle c\in [x_{1},x_{1}+\Delta x]}が存在する。
よって
{\displaystyle F(x_{1}+\Delta x)-F(x_{1})=f(c)\cdot \Delta x,}
{\displaystyle {\frac {F(x_{1}+\Delta x)-F(x_{1})}{\Delta x}}=f(c).}
極限{\displaystyle \Delta x\to 0}をとると、{\displaystyle c\in [x_{1},x_{1}+\Delta x]}を踏まえて、 
{\displaystyle \lim _{\Delta x\to 0}{\frac {F(x_{1}+\Delta x)-F(x_{1})}{\Delta x}}=\lim _{\Delta x\to 0}f(c),}
すなわち
{\displaystyle F'(x_{1})=f(x_{1}),}
導関数の定義、fの連続性、 はさみうちの原理による。

### 導関数の定積分が区間の両端での関数値の差に等しいこと
微分積分学の第二基本定理 ― 区間 {\displaystyle I} 上で微分可能な関数 {\displaystyle F} について、その導関数 {\displaystyle f={\tfrac {{\rm {d}}F}{{\rm {d}}x}}} が積分可能であるとき、任意の {\displaystyle a,\ b\in I} に対して
{\displaystyle \int _{a}^{b}f\left(x\right)\,{\rm {d}}x=F\left(b\right)-F\left(a\right)}
が成り立つ。
この定理は微分積分学の第二基本定理と呼ばれる。第二定理は、関数を微分して積分すると高々定数の差を除いて元の関数が現われることを主張する。
積分可能性に関して、通常はリーマン積分の意味で積分可能であることを要求するが、ルベーグ積分に対する基本定理も存在する（Rudin (1976, p. 324) を参照）。
{\displaystyle f} が連続である場合に成り立つ次の系は、微分積分学の基本公式として知られる：
微分積分学の基本公式 ― 区間 {\displaystyle I} 上で連続な関数 {\displaystyle f} について、その原始関数の一つを {\displaystyle F} として、
{\displaystyle \int _{a}^{b}f\left(x\right)\,{\rm {d}}x=F\left(b\right)-F\left(a\right)}
が成り立つ。
基本公式は原始関数の差として定積分を計算できることを主張する。第二定理と違い基本公式では被積分関数に連続性を課すが、第二定理は（積分可能であれば）不連続な関数に対しても成り立つ。

## 一般化

### 第一基本定理の一般化
微分積分学の第一基本定理において、関数 {\displaystyle f} は、区間 {\displaystyle I} の全体で連続である必要はなく、次のように弱められる：
ルベーグ積分可能な関数に対する第一定理の一般化 ― {\displaystyle a,\ x\in I} とし、区間 {\displaystyle I} 上でルベーグ積分可能であり、{\displaystyle x_{0}\in I} で連続な関数 {\displaystyle f} について、その原始関数を
{\displaystyle F\left(x\right)=\int _{a}^{x}f\left(t\right)\,{\rm {d}}t}
とする。この {\displaystyle F} は {\displaystyle x_{0}} 上で微分可能であり、また {\displaystyle \left.{\tfrac {{\rm {d}}F}{{\rm {d}}x}}\left(x\right)\right|_{x=x_{0}}=f\left(x_{0}\right)} が成り立つ。
またさらに、{\displaystyle f} は単に局所可積分であるとした場合でも、関数 {\displaystyle F} はほとんど至るところ微分可能かつほとんど至るところ {\displaystyle {\tfrac {{\rm {d}}F}{{\rm {d}}x}}(x)=f(x)} である。 
実数直線上では、この事実はルベーグの微分定理と同値となる。これらの結果は、より大きなクラスの積分可能な関数を定めるヘンストック＝クルツヴァイル積分においても成立する。
より高い次元では、ルベーグの微分定理は、「ほとんどすべての {\displaystyle x} について、関数 {\displaystyle f} の {\displaystyle x} を中心とする半径 {\displaystyle r} の球上における平均値が、{\displaystyle r} が {\displaystyle 0} に近づくとき、{\displaystyle f\left(x\right)\,}に近づく」という形で微積分の基本定理を一般化する。

### 第二基本定理の一般化
第二基本定理は、原始関数 {\displaystyle F} を持つ任意のルベーグ積分可能な関数 {\displaystyle f} について成り立つ。すなわち、
ルベーグ積分可能な関数に対する第二定理の一般化 ― 閉区間 {\displaystyle \left[a,\ b\right]} 上の実関数 {\displaystyle F} がすべての {\displaystyle x\in \left[a,\ b\right]} において微分可能であり、{\displaystyle F} の導関数 {\displaystyle f} が {\displaystyle \left[a,\ b\right]} 上でルベーグ積分可能ならば、
{\displaystyle F\left(b\right)-F\left(a\right)=\int _{a}^{b}f\left(t\right)\,{\rm {d}}t}
が成り立つ。
この結果は連続関数 {\displaystyle F} がほとんど至るところで導関数 {\displaystyle f} を持つ場合には成立するとは限らず、反例としてカントール関数が知られている。しかし、{\displaystyle F} が絶対連続であり、ほとんど至るところで微分可能で、その導関数 {\displaystyle f} が積分可能ならば、
{\displaystyle F\left(b\right)-F\left(a\right)=\int _{\left[a,\ b\right]}f\left(x\right)\,{\rm {d}}x}
が成り立つ。逆に、{\displaystyle f} を任意の積分可能な関数とすると、{\displaystyle F} は至るところで {\displaystyle {\tfrac {{\rm {d}}F}{{\rm {d}}x}}=f} となる絶対連続な関数となる。
この定理の条件は、積分をヘンストック＝クルツヴァイル積分と考えることにより、更に弱められる。特に、連続関数 {\displaystyle F} が可算無限個の点で微分可能であるなら、導関数 {\displaystyle f} はヘンストック＝クルツヴァイル積分可能であり、
{\displaystyle F\left(b\right)-F\left(a\right)=\int _{\left[a,\ b\right]}f\left(x\right)\,{\rm {d}}x}
が成り立つ。ルベーグ積分の場合との違いは、{\displaystyle f} の積分可能性が要求されていないことである。

### テイラーの定理
剰余項を積分形で表すバージョンのテイラーの定理は微分積分学の基本定理の一般化と見ることができる。

### 複素線積分
複素数体 {\displaystyle \mathbf {C} } 上の開集合 {\displaystyle U} で定義される複素関数 {\displaystyle f:U\mapsto \mathbf {C} } が {\displaystyle U} 上で原始関数 {\displaystyle F} をもつとする。このとき曲線 {\displaystyle \gamma :\left[a,\ b\right]\mapsto U} に沿った線積分は
{\displaystyle \int _{\gamma }f\left(z\right)\,{\rm {d}}z=F\left(\gamma \left(b\right)\right)-F\left(\gamma \left(a\right)\right)}

### ストークスの定理
微分積分学の基本定理は、高次元の線積分および面積分や、また多様体上にも一般化できる。移動面の微分積分によって与えられるそのような一般化として、積分の時間発展がある。
微分積分学の基本定理の高次元での一般化として馴染み深いものに、発散定理と勾配定理がある。
この方向性での一般化として最も強力なものにストークスの定理がある（実際ストークスの定理はときどき「多変数微分積分学の基本定理」と呼ばれる）。
ストークスの定理 ― {\displaystyle M} を向き付けられた区分的に滑らかな {\displaystyle n} 次元の多様体、{\displaystyle \omega } をコンパクトな台を持つ {\displaystyle M} 上の {\displaystyle n-1} 形式とする。
{\displaystyle \partial M} が {\displaystyle M} から誘導された向き付きの {\displaystyle M} の境界なら、この多様体に対して定義される外微分を {\displaystyle {\rm {d}}} で表せば、
{\displaystyle \int _{M}{\rm {d}}\omega =\int _{\partial M}\omega }
が成り立つ。
この定理はしばしば、{\displaystyle M} が微分形式 {\displaystyle \omega } の定義されたより大きな多様体（例えば {\displaystyle \mathbb {R} ^{k}}）に埋め込まれた向き付きの部分多様体である場合に利用される。